# Rectisura slavai
Rectisura slavai is een pissebed uit de familie Munnopsidae. De wetenschappelijke naam van de soort is voor het eerst geldig gepubliceerd in 2011 door Malyutina.